# Joannikios III.
Joannikios III. (griechisch Ιωαννίκιος Γ΄, serbisch-kyrillisch Јоаникије III; * um 1700 als Ioannis Karatzas; † 1793 in Heybeliada) war von 1739 bis 1746 Erzbischof von Peć und Serbisch-Orthodoxer Patriarch sowie von 1761 bis 1763 Ökumenischer Patriarch von Konstantinopel. Als primus inter pares war er Oberhaupt des orthodoxen Christentums.

## Leben
Ioannis Karatzas wurde 1700 in die einflussreiche phanariotische Adelsfamilie Caradja geboren, deren Ursprünge im Byzantinischen Reich zu finden sind. Er diente als Diakon und Protosingel unter dem Patriarchen von Konstantinopel Paisios II.
Als 1739 mit dem Frieden von Belgrad der Russisch-Österreichische Türkenkrieg endete, war dies auch das Ende des Habsburgischen Königreichs Serbien (1718–1739). Der Sultan des Osmanischen Reiches setzte den mit der Habsburger Monarchie während des Krieges sympathisierenden serbischen Patriarchen Arsenije IV. ab und ernannte an seiner statt Joannikios zum Erzbischof von Peć und zum serbischen Patriarchen. Bei den Serben war er als Joanikije (Јоаникије) bekannt. Sein Vorgänger Arsenije IV. emigrierte in die Habsburger Monarchie und mit ihm viele Serben, was als die zweite große Auswanderung der Serben in die Geschichte der Serben einging. Arsenije IV. wurde Metropolit von Karlovci, unterhielt jedoch nach wie vor enge Beziehungen zu den im Osmanischen Reich verbliebenen Serben, die nun unter der Jurisdiktion von Joannikios standen. Dieser hatte das Amt des serbischen Patriarchen bis 1746 inne, musste allerdings anschließend aufgrund von Schulden, die durch seinen exzessiven Lebensstil entstanden waren, den Titel verkaufen, um seine Gläubiger zu befriedigen.
Er kehrte nach Konstantinopel/Istanbul zurück und wurde im September 1747 zum Metropoliten von Chalkedon ernannt. Am 26. März 1761 wurde er Ökumenischer Patriarch von Konstantinopel und hatte das Amt bis zum 21. Mai 1763 inne. Nach seiner Absetzung wurde er in ein Kloster auf dem Heiligen Berg Athos verbannt.
Mit Unterstützung seiner Familie kehrte Joannikios aus dem Exil zurück und kam unter die Obhut des Klosters auf der Insel Heybeliada in der Nähe Konstantinopels, wo er 1793 starb.